# Pteronia
Pteronia je rod glavočika smješten u vlastiti podtribus Pteroniinae,  dio tribusa Astereae. Postoji 75 priznatih vrsta iz južne tropske i južne Afrike.

## Vrste
1. Pteronia acuminata DC.
2. Pteronia acuta Muschl.
3. Pteronia adenocarpa Harv.
4. Pteronia ambrariifolia Schltr.
5. Pteronia anisata B.Nord.
6. Pteronia armatifolia A.O.Bello, Magee & Boatwr.
7. Pteronia aspalatha DC.
8. Pteronia beckeoides DC.
9. Pteronia bolusii E.Phillips
10. Pteronia camphorata (L.) L.
11. Pteronia cederbergensis A.Bello, Magee & Boatwr.
12. Pteronia centauroides DC.
13. Pteronia ciliata Thunb.
14. Pteronia cinerea L.f.
15. Pteronia cylindracea DC.
16. Pteronia decurrens A.O.Bello, Magee & Boatwr.
17. Pteronia diosmifolia Brusse
18. Pteronia divaricata (P.J.Bergius) Less.
19. Pteronia eenii S.Moore
20. Pteronia elata B.Nord.
21. Pteronia elongata Thunb.
22. Pteronia empetrifolia DC.
23. Pteronia erythrochaeta DC.
24. Pteronia fasciculata L.f.
25. Pteronia fastigiata Thunb.
26. Pteronia flava A.O.Bello, Magee & Boatwr.
27. Pteronia flexicaulis L.f.
28. Pteronia glabrata L.f.
29. Pteronia glandulosa A.O.Bello, Magee & Boatwr.
30. Pteronia glauca Thunb.
31. Pteronia glaucescens DC.
32. Pteronia glomerata L.f.
33. Pteronia gymnocline DC.
34. Pteronia heterocarpa DC.
35. Pteronia hirsuta L.f.
36. Pteronia hutchinsoniana Compton
37. Pteronia incana DC.
38. Pteronia inflexa L.f.
39. Pteronia intermedia Hutch. & E.Phillips
40. Pteronia leptospermoides DC.
41. Pteronia leucoclada Turcz.
42. Pteronia leucoloma DC.
43. Pteronia lucilioides DC.
44. Pteronia membranacea L.f.
45. Pteronia mooreiana Hutch.
46. Pteronia mucronata DC.
47. Pteronia oblanceolata E.Phillips
48. Pteronia onobromoides DC.
49. Pteronia oppositifolia L.
50. Pteronia ovalifolia DC.
51. Pteronia pallens L.f.
52. Pteronia paniculata Thunb.
53. Pteronia pillansii Hutch.
54. Pteronia polygalifolia O.Hoffm.
55. Pteronia pomonae Merxm.
56. Pteronia punctata E.Phillips
57. Pteronia quinqueflora DC.
58. Pteronia rangei Muschl.
59. Pteronia scabra Harv.
60. Pteronia scariosa L.f.
61. Pteronia smutsii Hutch.
62. Pteronia sordida N.E.Br.
63. Pteronia spinulosa E.Phillips
64. Pteronia stoehelinoides DC.
65. Pteronia stricta Aiton
66. Pteronia succulenta Thunb.
67. Pteronia tenuifolia DC.
68. Pteronia teretifolia (Thunb.) Fourc.
69. Pteronia tricephala DC.
70. Pteronia uncinata DC.
71. Pteronia undulata DC.
72. Pteronia unguiculata S.Moore
73. Pteronia utilis Hutch.
74. Pteronia villosa L.f.
75. Pteronia viscosa Thunb.

## Sinonimi
- Henanthus Less.
- Pachyderis Cass.
- Pterophora L.
- Pterophorus Boehm.
- Scepinia Neck. ex Cass.